# Giải bóng đá vô địch quốc gia 2017 (kết quả chi tiết)
Dưới đây là kết quả các trận đấu tại Giải bóng đá vô địch quốc gia 2017

## Vòng 1
| 07 tháng 01 năm 2017 | SHB Đà Nẵng                                                                       | 1-0              | Hoàng Anh Gia Lai                                                       | Đà Nẵng                                                                           |  |
| 17:00                | Nguyễn Vũ Phong 10' · Hà Đức Chinh 50' · Võ Nhật Tân 86' · Nguyễn Thanh Hải 90+1' | Chi tiết Youtube | A Hoàng 26' · Lê Văn Sơn 32' · Ideguchi MasaakiƯ 81' · Vũ Văn Thanh 82' | Sân vận động: Sân vận động Hòa Xuân Lượng khán giả: 19.000 Trọng tài: Ngô Duy Lân |  |

| 07 tháng 01 năm 2017 | XSKT Cần Thơ                                                 | 1-2              | Long An | Cần Thơ                                                                                   |  |
| 17:00                | Kisekka Henry 53' · Nguyễn Công Thành 29' · Trần Tấn Đạt 84' | Chi tiết Youtube | Phạm Hoàng Lâm 66' · Oseni Ganiyu Bolaji 88' · Huỳnh Tấn Tài 27' · Phan Tấn Tài 74' · Nguyễn Minh Nhựt 90+4' | Sân vận động: Sân vận động Cần Thơ Lượng khán giả: 1.500 Trọng tài: Hoàng Phạm Công Khanh |  |

| 07 tháng 01 năm 2017 | Hà Nội                                                        | 3-2              | Than Quảng Ninh                                                                | Đống Đa,Hà Nội                                                                     |  |
| 17:30                | Nguyễn Quang Hải 2' 51' · Alvaro Silva 30' · Phạm Đức Huy 77' | Chi tiết Youtube | Phạm Nguyên Sa 4' · Ramon Rodrigues De Mesquita 52' · Giang Trần Quách Tân 64' | Sân vận động: Sân vận động Hàng Đẫy Lượng khán giả: 4.500 Trọng tài: Nguyễn Đức Vũ |  |

| 08 tháng 01 năm 2017 | FLC Thanh Hoá                                                                                             | 2-0              | Sông Lam Nghệ An                     | Thanh Hóa                                                                            |  |
| 16:00                | Phạm Mạnh Hùng 46' · Lê Quốc Phương 49' · Nguyễn Trọng Hoàng 56' · Uche Iheruome 65' · Hoàng Văn Bình 83' | Chi tiết Youtube | Quế Ngọc Hải 6' · Shackiel Henry 36' | Sân vận động: Sân vận động Thanh Hóa Lượng khán giả: 9.000 Trọng tài: Hoàng Anh Tuấn |  |

| 08 tháng 01 năm 2017 | Hải Phòng | 0-1              | Sài Gòn | Lạch Tray, Hải Phòng                                                                   |  |
| 17:00                |           | Chi tiết Youtube | Marcelo Fernandes 19' · Tống Đức An 62' · Nguyễn Tiến Duy 66' · Nguyễn Văn Ngọ · Trần Đình Trọng 82' · Huỳnh Văn Thanh 90' | Sân vận động: Sân vận động Lạch Tray Lượng khán giả: 16.000 Trọng tài: Nguyễn Văn Kiên |  |

| 08 tháng 01 năm 2017 | Thành phố Hồ Chí Minh                   | 1-1              | Quảng Nam                             | Thành phố Hồ Chí Minh                                                                   |  |
| 17:30                | Nguyễn Văn Việt 21' · Đỗ Thanh Sang 79' | Chi tiết Youtube | Phan Đình Thắng 9' · Thiago Papel 23' | Sân vận động: Sân vận động Thống Nhất Lượng khán giả: 7.000 Trọng tài: Nguyễn Ngọc Châu |  |

| 08 tháng 01 năm 2017 | Becamex Bình Dương                                           | 0-1              | Sanna Khánh Hoà BVN                                        | Thủ Dầu Một, Bình Dương                                                              |  |
| 18:00                | Lê Tấn Tài 56' · Nguyễn Xuân Luân 57' · Trịnh Quang Vinh 70' | Chi tiết Youtube | Hoàng Nhật Nam 10' · Đinh Nhơn Nguyễn 37' · Sadio Diao 53' | Sân vận động: Sân vận động Gò Đậu Lượng khán giả: 3.000 Trọng tài: Nguyễn Hiền Triết |  |

## Vòng 2
| 13 tháng 01 năm 2017 | Than Quảng Ninh                                           | 2-0              | Thành phố Hồ Chí Minh | Cẩm Phả , Quảng Ninh                                                                 |  |
| 16:00                | Ngô Đức Thắng 80' · Phạm Nguyên Sa 88' · Bùi Văn Hiếu 90' | Chi tiết Youtube | Nguyễn Văn Việt 14'   | Sân vận động: Sân vận động Cẩm Phả Lượng khán giả: 7.000 Trọng tài: Nguyễn Trọng Thư |  |

| 13 tháng 01 năm 2017 | Hoàng Anh Gia Lai                       | 1-2              | Hải Phòng                                                                                         | Pleiku, Gia Lai                                                                          |  |
| 17:00                | Trần Hữu Đông Triều 15' · Mobi Fehr 47' | Chi tiết Youtube | Errol Stevens 10' · Lê Văn Thắng 23' · Lê Xuân Anh 36' · Vương Quốc Trung 49' · Đoàn Ngọc Tân 71' | Sân vận động: Sân vận động Pleiku Lượng khán giả: 7.000 Trọng tài: Hoàng Phạm Công Khanh |  |

| 13 tháng 01 năm 2017 | Quảng Nam                                                                                  | 2-1              | Hà Nội               | Tam Kỳ, Quảng Nam                                                                   |  |
| 17:00                | Nguyễn Trung Đại Dương 16' · Phan Thanh Hưng 44' · Thiago Papel 78' · Văn Cường Phạm 90+4' | Chi tiết Youtube | Nguyễn Quang Hải 70' | Sân vận động: Sân vận động Tam Kỳ Lượng khán giả: 2.500 Trọng tài: Nguyễn Quốc Hùng |  |

| 13 tháng 01 năm 2017 | Long An                                                            | 1-1              | Becamex Bình Dương     | Tân An,Long An                                                                  |  |
| 17:30                | Trương Huỳnh Phú 11' · Nguyễn Xuân Luân 40' · Nguyễn Anh Đức 90+6' | Chi tiết Youtube | Phương Tâm Trần Vũ 74' | Sân vận động: Sân vận động Long An Lượng khán giả: 2.500 Trọng tài: Võ Minh Trí |  |

| 14 tháng 01 năm 2017 | Sông Lam Nghệ An                                         | 1-1              | XSKT Cần Thơ                                               | Vinh,Nghệ An                                                                   |  |
| 16:30                | Võ Ngọc Đức 6' · Shackiel Henry 69' · Hồ Khắc Ngọc 90+1' | Chi tiết Youtube | Trần Chí Công 72' · Trần Bửu Ngọc 84' · Quế Ngọc Hải 90+3' | Sân vận động: Sân vận động Vinh Lượng khán giả: 4.000 Trọng tài: Hoàng Ngọc Hà |  |

| 14 tháng 01 năm 2017 | Sanna Khánh Hoà BVN                                            | 0-2              | FLC Thanh Hoá                                                       | Nha Trang,Khánh Hòa                                                                     |  |
| 17:00                | Đinh Nhơn Nguyễn 34' · Trần Đình Khương 45+3' · Sadio Diao 82' | Chi tiết Youtube | Pape Omar Faye 32' 34' · Uche Iheruome 35' 79' · Hoàng Văn Bình 64' | Sân vận động: Sân vận động 19 tháng 8 Lượng khán giả: 7.000 Trọng tài: Trần Xuân Nguyện |  |

| 14 tháng 01 năm 2017 | Sài Gòn | 2-1              | SHB Đã Nẵng                           | Thành phố Hồ Chí Minh                                                                 |  |
| 18:00                | Patrick Dos Santos Cruz 19' · Nguyễn Xuân Dương 21' · Marcelo Fernandes 26' · Nguyễn Quốc Long 68' · Trương Công Thảo 90+3' | Chi tiết Youtube | Hà Đức Chinh 58' · Hoàng Minh Tâm 70' | Sân vận động: Sân vận động Thống Nhất Lượng khán giả: 3.000 Trọng tài: Trương Hồng Vũ |  |

## Vòng 3
| 18 tháng 01 năm 2017 | FLC Thanh Hoá                                                    | 2-1              | Long An                                                           | Thanh Hóa                                                                               |  |
| 16:00                | Đinh Tiến Thành 43' · Uche Iheruome 64' · Hoàng Văn Bình 67' 87' | Chi tiết Youtube | Phương Tâm Trần Vũ 44' · Nguyễn Văn Nam 65' · Hoàng Danh Ngọc 86' | Sân vận động: Sân vận động Thanh Hóa Lượng khán giả: 7.000 Trọng tài: Nguyễn Trung Kiên |  |

| 18 tháng 01 năm 2017 | Sông Lam Nghệ An                                          | 2-2              | Sanna Khánh Hoà BVN                            | Vinh,Nghệ An                                                                     |  |
| 16:30                | Trần Phi Sơn 20' · Shackiel Henry 22' · Nguyễn Sỹ Nam 70' | Chi tiết Youtube | Nguyễn Hoàng Quốc Chí 67' 90' · Sadio Diao 71' | Sân vận động: Sân vận động Vinh Lượng khán giả: 2.000 Trọng tài: Nguyễn Văn Kiên |  |

| 18 tháng 01 năm 2017 | XSKT Cần Thơ                                                                             | 1-5              | Becamex Bình Dương | Cần Thơ                                                                          |  |
| 17:00                | Nguyễn Hải Anh 8' · Văn Thành Trương 35' · Christian Nsi Amougou 67' · Trần Chí Công 78' | Chi tiết Youtube | Nguyễn Hải Anh 8' · Văn Thành Trương 35' · Nguyễn Anh Đức 36' 90+1' · Đinh Hoàng Max 73' · Sunday Chukuamaka Emmanuel 74' 81' | Sân vận động: Sân vận động Cần Thơ Lượng khán giả: 1.000 Trọng tài: Trần Văn Lập |  |

| 18 tháng 01 năm 2017 | Quảng Nam                                                                          | 1-1              | SHB Đã Nẵng                                                                   | Tam Kỳ,Quảng Nam                                                                    |  |
| 17:00                | Phan Thanh Hưng 1' · Thiago Papel 2' · Nguyễn Văn Hậu 90+1'<Đinh Thanh Trung 90+3' | Chi tiết Youtube | Ngô Quang Huy 4' · Đặng Anh Tuấn 16' · Nguyễn Hữu Phúc 60' · Hà Đức Chinh 90' | Sân vận động: Sân vận động Tam Kỳ Lượng khán giả: 1.000 Trọng tài: Nguyễn Quốc Hùng |  |

| 18 tháng 01 năm 2017 | Hải Phòng                                                                     | 2-0              | Than Quảng Ninh                                               | Lạch Tray, Hải Phòng                                                                |  |
| 17:00                | Nguyễn Anh Hùng 12' · Errol Stevens 18' · Andre Fagan 51' · Lê Xuân Anh 70' · | Chi tiết Youtube | Nguyễn Xuân Hùng 68' · Trịnh Hoa Hùng 79' · Ngô Đức Thắng 83' | Sân vận động: Sân vận động Lạch Tray Lượng khán giả: 9.000 Trọng tài: Hoàng Ngọc Hà |  |

| 18 tháng 01 năm 2017 | Hà Nội                                                              | 3-0              | Hoàng Anh Gia Lai | Đống Đa,Hà Nội                                                                        |  |
| 17:30                | Hoàng Vũ Samson 9' 48' · Trần Văn Kiên 31' · Alvaro Silva 45+1' 58' | Chi tiết Youtube |                   | Sân vận động: Sân vận động Hàng Đẫy Lượng khán giả: 2.000 Trọng tài: Nguyễn Ngọc Châu |  |

| 18 tháng 01 năm 2017 | Sài Gòn                                    | 0-1              | Thành phố Hồ Chí Minh | Thành phố Hồ Chí Minh                                                              |  |
| 18:00                | Nguyễn Tiến Duy 21' · Nguyễn Quốc Long 27' | Chi tiết Youtube | Nguyễn Văn Việt 16' · Âu Văn Hoàn 34' · Victor Manuel Ormazabal 38' · Trần Thanh Bình 41' · Nguyễn Minh Trung 80' · Nguyễn Tuấn Đạt 89' | Sân vận động: Sân vận động Thống Nhất Lượng khán giả: 5.000 Trọng tài: Ngô Duy Lân |  |

## Vòng 4
| 22 tháng 01 năm 2017 | Long An                                                                | 1-2              | Sông Lam Nghệ An                                                                               | Tân An,Long An                                                                       |  |
| 16:30                | Hoàng Danh Ngọc 45+1' · Ashkanov Apollon 85' · Huỳnh Quang Thanh 90+4' | Chi tiết Youtube | Nguyễn Sỹ Nam 26' · Henry Shackiel H. Eustac 50' 53' · Trần Nguyên Mạnh 67' · Quế Ngọc Hải 82' | Sân vận động: Sân vận động Long An Lượng khán giả: 3.000 Trọng tài: Nguyễn Quốc Hùng |  |

| 22 tháng 01 năm 2017 | Than Quảng Ninh    | 1-3              | Quảng Nam                                                                           | Cẩm Phả, Quảng Ninh                                                                   |  |
| 17:00                | Nguyễn Hải Huy 45' | Chi tiết Youtube | Đinh Thanh Trung 21' 45+1' 82' · Nguyễn Ngọc Nguyên 51' · Dos Reis R. Claudecir 54' | Sân vận động: Sân vận động Cẩm Phả Lượng khán giả: 6.000 Trọng tài: Nguyễn Hiền Triết |  |

| 22 tháng 01 năm 2017 | SHB Đã Nẵng | 2-0              | Hải Phòng                                                                                    | Đà Nẵng                                                                                    |  |
| 17:00                | Hà Đức Chinh 13' 88' · Đặng Anh Tuấn 21' · Ngô Quang Huy 43' · Bùi Văn Long 62' · Teofilo Soares Eydison 72' · A Mít 90' | Chi tiết Youtube | Nguyễn Đình Bảo 27' · Nguyễn Anh Hùng 35' · Errol Anthony Stevens 45' · Vương Quốc Trung 89' | Sân vận động: Sân vận động Hòa Xuân Lượng khán giả: 6.000 Trọng tài: Hoàng Phạm Công Khanh |  |

| 22 tháng 01 năm 2017 | Sanna Khánh Hoà BVN                                             | 2-2              | XSKT Cần Thơ                                                                                 | Nha Trang,Khánh Hòa                                                                     |  |
| 17:00                | Sadio Diao 23' 71' · Nguyễn Đoàn Duy Anh 61' · Lâm Ti Phông 86' | Chi tiết Youtube | Nsi Amougou 13' 80' · Nguyễn Thế Hưng 18' · Trương Văn Thành 22' · Nguyễn Hiếu Trung Anh 88' | Sân vận động: Sân vận động 19 tháng 8 Lượng khán giả: 2.000 Trọng tài: Nguyễn Trọng Thư |  |

| 22 tháng 01 năm 2017 | Hoàng Anh Gia Lai                                                                                         | 1-1              | Sài Gòn                                                  | Pleiku, Gia Lai                                                                   |  |
| 17:00                | Masaaki Ideguchi 51' · Nguyễn Công Phượng 79' · Nguyễn Tăng Tiến 82' · Macelo 32' · Trần Đình Trọng 45+1' | Chi tiết Youtube | Nguyễn Xuân Nam 20' · Macelo 32' · Trần Đình Trọng 45+1' | Sân vận động: Sân vận động Pleiku Lượng khán giả: 4.000 Trọng tài: Hoàng Anh Tuấn |  |

| 22 tháng 01 năm 2017 | Thành phố Hồ Chí Minh | 1-3              | Hà Nội                                                               | Thành phố Hồ Chí Minh                                                                    |  |
| 17:30                | Trần Hoàng Phương 70' | Chi tiết Youtube | Phạm Thành Lương 31' · Hoàng Vũ Samson 45' 81' · Nguyễn Đại Đồng 73' | Sân vận động: Sân vận động Thống Nhất Lượng khán giả: 6.000 Trọng tài: Nguyễn Phương Nam |  |

| 22 tháng 01 năm 2017 | Becamex Bình Dương                                                | 2-2              | FLC Thanh Hoá        | Thủ Dầu Một, Bình Dương                                                        |  |
| 18:00                | Trịnh Văn Hà 15' · Nguyễn Anh Đức 28' 33' · Nguyễn Xuân Thành 89' | Chi tiết Youtube | Nguyễn Trung Tín 37' | Sân vận động: Sân vận động Gò Đậu Lượng khán giả: 8.000 Trọng tài: Ngô Duy Lân |  |

## Vòng 5
| 11 tháng 02 năm 2017 | FLC Thanh Hoá                                                        | 1-0              | Thành phố Hồ Chí Minh | Thanh Hóa                                                                              |  |
| 16:00                | Lê Quốc Phương 79' · Hoàng Văn Bình 90+2' · Nguyễn Trọng Hoàng 90+3' | Chi tiết Youtube | Âu Văn Hoàn 54'       | Sân vận động: Sân vận động Thanh Hóa Lượng khán giả: 9.000 Trọng tài: Trần Xuân Nguyện |  |

| 11 tháng 02 năm 2017 | Hà Nội                                       | 1-1                    | SHB Đà Nẵng         | Đống Đa, Hà Nội                                                                  |  |
| 17:30                | - Nguyễn Đại Đồng 23' - Nguyễn Quang Hải 43' | Chi tiết Hiệp 1 Hiệp 2 | Nguyễn Vũ Phong 72' | Sân vận động: Sân vận động Hàng Đẫy Lượng khán giả: 3.500 Trọng tài: Ngô Duy Lân |  |

## Vòng 9
| 10 tháng 03 năm 2017 | Becamex Bình Dương                     | 0-1 | Quảng Nam                    | Sân vận động Gò Đậu                               |  |
| 17:00                | Nguyễn Xuân Thanh 17' · Lê Tấn Tài 27' |     | Dos Reis R.Claudecir 21' 90' | Lượng khán giả: 2.000 Trọng tài: Nguyễn Quốc Hùng |  |

| 11 tháng 03 năm 2017 | SHB Đã Nẵng                                                                    | 3-3 | Thành phố Hồ Chí Minh                                                                                             | Sân vận động Hòa Xuân                            |  |
| 17:00                | Nguyễn Thanh Hải 6' · Đặng Anh Tuấn 15' · Lâm Anh Quang 71' · Bùi Văn Long 34' |     | Trần Thanh Bình 11' · Víctor Ormazábal pen' (34) · Rod Dyachenko 67' · Châu Lê Phước Vĩnh 44' · Bùi Trần Kiệt 62' | Lượng khán giả: 9.000 Trọng tài: Nguyễn Văn Kiên |  |

| 11 tháng 03 năm 2017 | Hoàng Anh Gia Lai | 0-2 | Sanna Khánh Hoà BVN                                                  | Sân vận động Pleiku                             |  |
| 17:00                | Dương Văn Pho 70' |     | Lê Duy Thanh 45' · Nguyễn Hoàng Quốc Chí 50' 55' · Zarour Chaher 49' | Lượng khán giả: 10.000 Trọng tài: Nguyễn Đức Vũ |  |

| 12 tháng 03 năm 2017 | Hải Phòng | 0-0 | FLC Thanh Hoá | Sân vận động Lạch Tray                             |  |
| 17:00                |           |     |               | Lượng khán giả: 10.000 Trọng tài: Nguyễn Ngọc Châu |  |

| 12 tháng 03 năm 2017 | Sài Gòn                                                                                         | 3-1 | Sông Lam Nghệ An                   | Sân vận động Thống Nhất                       |  |
| 18:00                | Nguyễn Ngọc Duy 9' · Patrick Dos Santos Cruz 18' · Nguyễn Xuân Dương 45' · Nguyễn Quốc Long 78' |     | Trần Phi Sơn 24' · Võ Ngọc Đức 85' | Lượng khán giả: 10.000 Trọng tài: Ngô Duy Lân |  |

| 23 tháng 03 năm 2017 | XSKT Cần Thơ                      | 1-1 | Than Quảng Ninh                           | Sân vận động Cần Thơ  |  |
| 17:00                | Kisekka Henry 52' · Cao Cường 80' |     | Patiyo Tambwe (10) 28' · Bùi Văn Hiếu 50' | Lượng khán giả: 1.000 |  |

| 23 tháng 03 năm 2017 | Long An                                                                      | 1-5 | Hà Nội | Sân vận động Long An                             |  |
| 17:30                | Oseni Ganiyo Bolaji 90' · Phan Tấn Tài (24) 20' · Trần Vũ Phương Tâm (8) 52' |     | Hoàng Vũ Samson 7', 31' · Nguyễn Văn Quyết 55' · Phạm Thành Lương 77' · Trương Văn Thái Quy (74) 90+2' · Nguyễn Thành Chung 18' | Lượng khán giả: 1.500 Trọng tài: Nguyễn Văn Kiên |  |

## Vòng 10
| 17 tháng 03 năm 2017 | Quảng Nam                                | 2-1 | XSKT Cần Thơ                  | Sân vận động Tam Kỳ                          |  |
| 17:00                | Hà Minh Tuấn 45+1' · Phan Đình Thắng 63' |     | Nsi Amougou Christian Jose 2' | Lượng khán giả: 4.000 Trọng tài: Võ Minh Trí |  |

| 18 tháng 03 năm 2017 | Sông lam Nghệ An                     | 2-0 | Hoàng Anh Gia Lai | Sân vận động Vinh        |  |
| 16:30                | Olaha Michael 2' · Hồ Khắc Ngọc 77'} |     |                   | Trọng tài: Hoàng Ngọc Hà |  |

| 18 tháng 03 năm 2017 | Sanna Khánh Hoà BVN | 0-0 | Sài Gòn | Sân vận động 19 tháng 8     |  |
| 17:00                |                     |     |         | Trọng tài: Nguyễn Đình Thái |  |

| 18 tháng 03 năm 2017 | Thành phố Hồ Chí Minh | 0-1 | Hải Phòng                 | Sân vận động Thống Nhất   |  |
| 17:30                |                       |     | Errol Anthony Stevens 77' | Trọng tài: Trương Hồng Vũ |  |

| 19 tháng 03 năm 2017 | Than Quảng Ninh                       | 2-0 | Becamex Bình Dương                                                        | Sân vận động Cẩm Phả      |  |
| 17:00                | Patiyo Tambwe 59' · Đào Nhật Minh 82' |     | Trương Huỳnh Phú 59', Michal Nguyễn (4) 77', Nguyễn Trương Minh Hoàng 77' | Trọng tài: Hoàng Anh Tuấn |  |

| 19 tháng 03 năm 2017 | Hà Nội                 | 2-1 | FLC Thanh Hóa                                 | Sân vận động Hàng Đẫy        |  |
| 17:30                | Nguyễn Thành Chung 80' |     | Pape Omar Faye 45' · Đinh Tiến Thành (OG) 90' | Trọng tài: Nguyễn Hiền Triết |  |

| 19 tháng 03 năm 2017 | Long An                                      | 1-2 | SHB Đã Nẵng                                    | Sân vận động Long An                                   |  |
| 17:30                | Ashkanov Apollon 90+2' · Hoàng Danh Ngọc 22' |     | Hà Đức Chinh 2' · Eydison Teofilo Soares 45+1' | Lượng khán giả: 3.000 Trọng tài: Hoàng Phạm Công Khanh |  |

## Vòng 12
| 7 tháng 04 năm 2017 | Sài Gòn                                                                        | 2-1 | Quảng Nam                                                                          | Sân vận động Thống Nhất                           |  |
| 18:00               | Patrick Dos Santos Cruz 6' · Nguyễn Xuân Dương 76' · Nguyễn Quốc Long (22) 85' |     | Nguyễn Trung Đại Dương 49' · Nguyễn Ngọc Nguyên (39) 40'; Nguyễn Huy Hùng (29) 72' | Lượng khán giả: 2.000 Trọng tài: Nguyễn Ngọc Châu |  |

| 7 tháng 04 năm 2017 | Sông Lam Nghệ An      | 1-1 | Hồ Chí Minh               | Sân vận động Vinh                                |  |
| 18:00               | Lê Thế Cường (59) 73' |     | Trương Đình Luật (20) 80' | Lượng khán giả: 4.500 Trọng tài: Trần Trung Hiếu |  |

## Vòng 13
| 14 tháng 04 năm 2017 | Hà Nội                         | 1-0     | Sông Lam Nghệ An                                                         | Đống Đa, Hà Nội                                                                      |  |
| 18:30                | Hoàng Vũ Samson (39) 90+5' 39' | Youtube | Hoàng Văn Khánh 36' · Nguyễn Văn Vinh (7) 94' · Nguyễn Sỷ Nam (22) 90+5' | Sân vận động: Sân vận động Hàng Đẫy Lượng khán giả: 7.500 Trọng tài: Trần Đình Thịnh |  |

| 15 tháng 04 năm 2017 | FLC Thanh Hóa                                                           | 1-1     | Sài Gòn           | Sân vận động Thanh Hóa                           |  |
| 17:00                | Pape Omar Faye (20) 30' · Đinh Tiến Thành 6' · Mai Tiến Thành 34' 90+4' | Youtube | Nguyễn Văn Ngọ 7' | Lượng khán giả: 11.000 Trọng tài: Hoàng Anh Tuấn |  |

| 15 tháng 04 năm 2017 | Quảng Nam | 1-1     | Long An | Sân vận động Thanh Hóa                          |  |
| 17:00                |           | Youtube |         | Lượng khán giả: 1.500 Trọng tài: Trương Hồng Vũ |  |

## Vòng 14
| 24 tháng 06 năm 2017 | Hà Nội                                                       | 2-0              | Hải Phòng                                  | Nam Từ Liêm, Hà Nội                                                                                 |  |
| 18:30                | - Sầm Ngọc Đức 27' - Arnaud Loris 24' - Nguyễn Văn Quyết 45' | Chi tiết YouTube | - Nguyễn Minh Châu 19' - Doãn Ngọc Tân 54' | Sân vận động: Sân vận động Quốc gia Mỹ Đình Lượng khán giả: 10.000 Trọng tài: Hoàng Phạm Công Khanh |  |